# Convenția Europeană a Drepturilor Omului
Convenția pentru apărarea Drepturilor Omului și a Libertăților Fundamentale, cunoscută și sub denumirea de Convenția Europeană a Drepturilor Omului, este un catalog al drepturilor fundamentale elaborat de Consiliul Europei, semnat pe 4 noiembrie 1950 la Roma și intrat în vigoare pe 3 septembrie 1953. Convenția a fost ratificată de cvasi-totalitatea statelor membre ale Consiliului Europei, este una dintre construcțiile cele mai noi ale sistemului instituțional internațional. Convenția și protocoalele sale adiționale apără mai multe drepturi și libertăți fundamentale ce au ca titulari persoane fizice, privite individual, sau diverse entități sociale, cu excepția oricăror structuri statale.

## Drepturile protejate prin convenție
Literatura de specialitate clasifică drepturile protejate prin Convenție în două mari categorii: drepturi inalienabile ale persoanei umane și respectiv drepturi condiționale. 

### Printre drepturile inalienabile cuprinse în convenție se numără:
- dreptul la viață și dreptul de a nu fi torturat protejate de articolul 3,
- dreptul de a nu fi ținut în sclavie și dreptul de a nu fi obligat la muncă forțată protejate de articolul 4
- dreptul la neretroactivitatea legii penale protejat de articolul 4 din Protocolul nr. 7.

### Printre drepturile condiționale cuprinse în convenție se numără:
- dreptul la libertate individuală,
- dreptul la un proces echitabil
- dreptul la respectarea vieții private și familiale, a domiciliului și a corespondenței
- libertatea de gândire și conștiință
- dreptul la liberă exprimare
- dreptul la liberă asociere
- dreptul de proprietate
- dreptul la instruire
- dreptul la alegeri libere
- libertatea de circulație și interdicția expulzării naționalilor
- dreptul la dublu grad de jurisdicție în materie penală
- dreptul la indemnizare în caz de eroare judiciară
- dreptul de a nu fi judecat de două ori pentru săvârșirea aceleiași fapte penale

## Convenția și protocoalele la Convenție
- Textul original din 04.11.1950 - Roma - 59 de articole
- Protocolul adițional din 20.03.1952 - Paris - protecția proprietății, dreptul la instruire și dreptul la alegeri libere
- Protocolul nr. 4 din 16.09.1963 - Strasbourg - interzicerea privării de libertate pentru datorii, a expulzării propriilor cetățeni, a expulzărilor colective de străini precum și libertatea de circulație
- Protocolul nr. 6 din 28.04.1983 - Strasbourg - interzicerea pedepsei cu moartea
- Protocolul nr. 7 din 22.11.1984 - Strasbourg - dreptul la despăgubiri în caz de eroare judiciară (art. 3), dreptul de a nu fi judecat sau pedepsit de două ori (art. 4), egalitatea între soți (art. 5)
- Protocolul nr. 12 din 04.11.2000 - Roma - interzicerea generală a discriminării (art. 1)
- Protocolul nr. 13 din 03.05.2002 - Vilnius - abolirea pedepsei cu moartea în toate circumstanțele

## Importanța Convenției
Această convenție stabilește pentru țările parte un control supranațional al drepturilor omului. Procedura foarte complexă se organizează în jurul a două instanțe:
- Comisia Europeană a Drepturilor Omului este alcătuită din același număr de juriști cu cel al statelor care au ratificat Convenția și din persoane independente. Comisia poate fi sesizată fie prin unul din statele membre care denunță "orice nerespectare a deciziilor convenției", fie printr-o reclamație individuală (în această ipoteză, statul apărător trebuie să fi recunoscut acest drept). Comisia ia hotărâri în privința posibilității de a admite recursurile. Ea poate căuta împreună cu celelalte părți o rezolvare amiabilă; dacă nu se găsește o astfel de rezolvare, comisia redactează un raport pentru Comitetul de Miniștri;
- Curtea Europeană a Drepturilor Omului care este formată din același număr de avocați cu al statelor membre din Consiliul Europei, poate fi sesizată în termen de trei luni de la transmiterea raportului, de Comisie, de orice stat implicat sau, în sfârșit, de indivizii reclamați. Competența contencioasă a Curții nu se exercită decât față de statele care au acceptat-o ca obligatorie de drept. Curtea dă sentințe definitive. În cazul în care Curtea nu este sesizată, Comitetului de Miniștri îi revine dreptul de a decide asupra violării invocate.

## Reclamații în baza Convenției la Curtea Europeană a Drepturilor Omului
Numărul reclamațiilor continuă să crească: în 1981, 404 în fața comisiei; în 1992, 1861; cât privește numărul de sentințe date de Curte, el crește de la 2 în 1975, la 7 în 1980 și la 81 în 1982.
Această creștere masivă a misiunilor dispozitivului conduc spre reforma sa cu ocazia summit-ului de la Viena din octombrie 1993. Comisia și Curtea fuzionează în cadrul unei curți unice și permanente (protocolul de la 11 mai 1994).

## Adoptarea Convenției în Franța
Franța a întreținut relații dificile cu acest dispozitiv european. În noiembrie 1950 ea semnează convenția dar, din cauza evenimentelor din Algeria, nu o ratifică decât la 3 mai 1974. De la această dată până la 2 octombrie 1981, Franța, deși ratificase convenția, nu acceptă art. 25, care stabilește condițiile reclamației individuale. Ea o va face până la urmă la 2 octombrie 1981, conform unei promisiuni făcute de candidatul socialist la președinția Republicii, Fraçois Mitterand. Sunt menținute trei rezerve privind legalitatea monopolului radioului și televiziunii, regimul de sancțiuni aplicat în armată și articolul 16 al Constituției din 1958.

## Adoptarea Convenției în România & R. Moldova
România a ratificat Convenția Europeană a Drepturilor Omului la data de 20 iunie 1994. La rândul ei, la 12 septembrie 1997, Republica Moldova a devenit parte la Convenție. Prin aderarea la CEDO, R. Moldova s-a angajat să respecte drepturile garantate de aceasta și a recunoscut jurisdicția Curții Europene a Drepturilor Omului. Aceasta a deschis calea petițiilor individuale în fața CEDO din partea persoanelor fizice și juridice române și cele moldovene.

## Materiale video relevante
- Material video produs de Comisia Europeană, cu ocazia împlinirii a 60 de ani de la semnarea Convenției